# Cossesseville
Cossesseville és un municipi francès situat al departament de Calvados i a la regió de Normandia. L'any 2007 tenia 108 habitants.

## Demografia

### Població
El 2007 la població de fet de Cossesseville era de 108 persones. Hi havia 40 famílies de les quals 8 eren unipersonals (4 homes vivint sols i 4 dones vivint soles), 12 parelles sense fills, 16 parelles amb fills i 4 famílies monoparentals amb fills.
La població ha evolucionat segons el següent gràfic:
Habitants censats

### Habitatges
El 2007 hi havia 73 habitatges, 38 eren l'habitatge principal de la família, 28 eren segones residències i 7 estaven desocupats. Tots els 72 habitatges eren cases. Dels 38 habitatges principals, 33 estaven ocupats pels seus propietaris, 3 estaven llogats i ocupats pels llogaters i 2 estaven cedits a títol gratuït; 1 tenia una cambra, 3 en tenien dues, 6 en tenien tres, 8 en tenien quatre i 20 en tenien cinc o més. 29 habitatges disposaven pel capbaix d'una plaça de pàrquing. A 16 habitatges hi havia un automòbil i a 19 n'hi havia dos o més.

### Piràmide de població
La piràmide de població per edats i sexe el 2009 era:
| Homes | Edats   | Dones |
| ----- | ------- | ----- |
| 0     | 95 o +  | 0     |
| 0     | 90 a 94 | 0     |
| 0     | 85 a 89 | 4     |
| 0     | 80 a 84 | 0     |
| 0     | 75 a 79 | 4     |
| 0     | 70 a 74 | 4     |
| 8     | 65 a 69 | 8     |
| 0     | 60 a 64 | 0     |
| 4     | 55 a 59 | 0     |
| 4     | 50 a 54 | 0     |
| 0     | 45 a 49 | 0     |
| 0     | 40 a 44 | 0     |
| 8     | 35 a 39 | 0     |
| 4     | 30 a 34 | 0     |
| 0     | 25 a 29 | 8     |
| 0     | 20 a 24 | 0     |
| 4     | 15 a 19 | 0     |
| 4     | 10 a 14 | 0     |
| 0     | 5 a 9   | 0     |
| 0     | 0 a 4   | 4     |

## Economia
El 2007 la població en edat de treballar era de 65 persones, 44 eren actives i 21 eren inactives. De les 44 persones actives 34 estaven ocupades (22 homes i 12 dones) i 9 estaven aturades (4 homes i 5 dones). De les 21 persones inactives 4 estaven jubilades, 6 estaven estudiant i 11 estaven classificades com a «altres inactius».
Activitats econòmiques
Dels 4 establiments que hi havia el 2007, 3 eren d'empreses de construcció i 1 d'una empresa de serveis.
Dels 3 establiments de servei als particulars que hi havia el 2009, 1 era un guixaire pintor i 2 lampisteries.
L'any 2000 a Cossesseville hi havia 13 explotacions agrícoles que ocupaven un total de 150 hectàrees.

## Poblacions més properes
El següent diagrama mostra les poblacions més properes.